# 纳诺塔利克
纳诺塔利克，是格陵兰南端库亚莱克市镇的城镇。2013年人口数量为1,337人，居格陵兰第10位。“纳诺塔利克”在格陵蘭語意为“北极熊的地方”。纳诺塔利克建立于1770年。由于港口条件较差，该镇1830年迁至现在的位置。格陵兰本岛上的法韦尔角位于该地区。经济以渔业、旅游业为主。

## 姐妹城市
- 丹麦科灵
- 丹麦罗斯基勒
- 冰岛伊萨菲厄泽